# Isomyia pallens
Isomyia pallens är en tvåvingeart som först beskrevs av Charles Howard Curran 1927.  Isomyia pallens ingår i släktet Isomyia och familjen Rhiniidae.
Artens utbredningsområde är Kongo. Inga underarter finns listade i Catalogue of Life.